# Tikanojas konsthem
Tikanojas konsthem (finska: Tikanojan taidekoti) är ett kommunalt finländskt konstmuseum i Vasa.
Tikanojas konsthem grundades 1951 på basis av en donation till Vasa stad från kommerserådet Frithiof Tikanoja (1872-1964) av en fastighet och en konstsamling på ett tusental verk. I den senare ingår inte minst fransk konst från 1800-talet och tidigt 1900-tal, av vilka många verk inköpts till Finland av Gösta Stenman. I Tikanojas konstmuseums samling ingår till exempel tre verk av Gustave Courbet.
Tikanojas konsthem ingår sedan 2015 i den gemensamma organisationen för kommunala museer i Vasa, Vasa stads museer, under stadens museinämnd.